# Строев, Егор Семёнович
Его́р Семёнович Стро́ев (род. 25 февраля 1937, д. Дудкино, Карачевский район, Западная область, РСФСР, СССР) — советский и российский политический и государственный деятель. Доктор экономических наук (1994), действительный член РАСХН (1997), академик РАН (2013). Полный кавалер ордена «За заслуги перед Отечеством».

## Биография
Родился 25 февраля 1937 года в деревне Дудкино (ныне деревня Строево Хотынецкого района Орловской области).
В 1954 году работал пастухом в колхозе «Прогресс» Хотынецкого района. С 1956 по 1957 год — бригадир в колхозе «Прогресс». С 1958 по 1963 год — начальник производственного участка, агроном. В 1958 году вступил в КПСС. Избирался секретарём партбюро колхоза. Первое высшее образование получил в Мичуринском плодоовощном институте по специальности «агроном‑садовод» (заочно, 1960)
С 1963 по 1965 год — заместитель секретаря парткома, заведующий идеологическим отделом парткома Урицкого районного производственного колхозно-совхозного управления Орловской области.
С 1965 по 1969 год — секретарь Хотынецкого районного комитета КПСС Орловской области.
С 1969 по 1970 год — второй секретарь Покровского райкома КПСС.
С 1970 по 1973 год — председатель исполкома Покровского районного Совета депутатов трудящихся, затем — первый секретарь Покровского райкома КПСС Орловской области.
С 1973 по 1984 год — секретарь Орловского обкома КПСС, отвечал за политику в сфере сельского хозяйства.
С 1984 по 1985 год — инструктор ЦК КПСС.
C 1985 по 1989 год — первый секретарь Орловского обкома КПСС. Член ЦК КПСС с 1986 года.
Секретарь ЦК КПСС в 1989—1991 годах, отвечал за политику в сфере сельского хозяйства, одновременно — член Политбюро ЦК КПСС с 1990 года. В августе 1991 года отказался признавать ГКЧП.
Когда в 1991 году деятельность КПСС была приостановлена, Строев перешёл на административно-научную работу, директор Всероссийского НИИ селекции и сорторазведения плодовых культур. Защитил кандидатскую диссертацию «Преобразование социально-экономических отношений на селе в новых условиях хозяйствования».
В 1991—1993 годах был членом комиссии по выработке проекта Конституции Российской Федерации.
В 1993 году вернулся в политику, выдвинувшись на должность главы администрации Орловской области и в апреле 1993 года выиграл выборы. Вступил в должность 13 апреля 1993 года. 28 сентября 1994 года во ВНИЭТУСХ  защитил докторскую диссертацию «Методология и практика аграрного реформирования» (официальные оппоненты К. И. Панкова, И. Ф. Хицков, А. А. Шутьков).
Избирался на новый срок в 1997 году как глава администрации области и в 2001 году уже как губернатор. 15 апреля 2005 года был внесён на рассмотрение Орловского областного Совета народных депутатов для наделения его полномочиями губернатора Президентом Путиным. 23 апреля 2005 года единогласно утверждён в должности Орловским областным Советом народных депутатов.
В январе 1996 года избран председателем Совета Федерации Федерального собрания Российской Федерации. Был также председателем совета межпарламентской ассамблеи стран СНГ. Полномочия Строева прекратились 5 декабря 2001 года после реформы Совета Федерации. Имеет пожизненное звание «Почётного Председателя Совета Федерации», учреждённое Советом Федерации в 2002 году.
С 13 марта по 27 сентября 2002 — член президиума Государственного совета Российской Федерации.

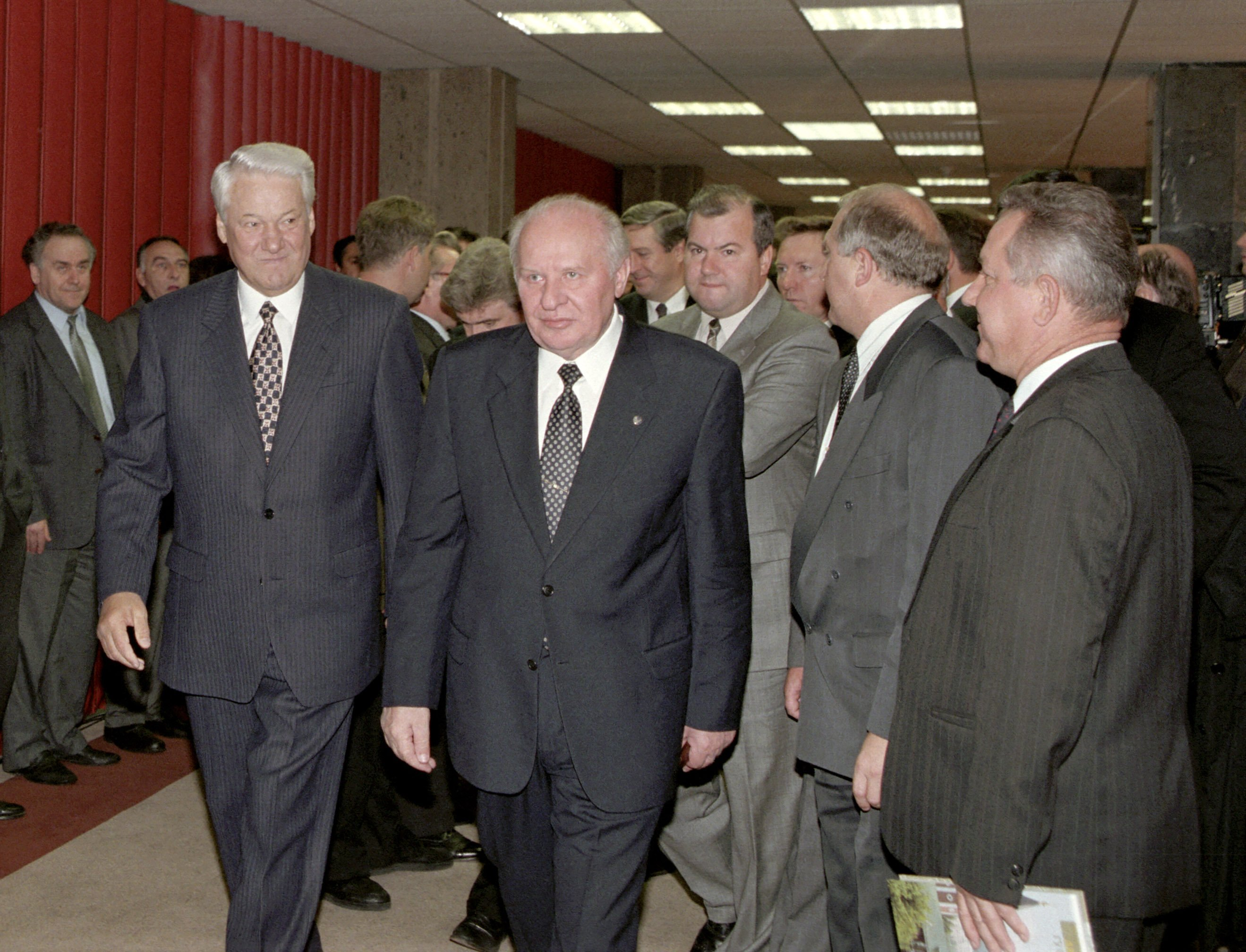
Президент России Борис Ельцин и Егор Строев в Совете Федерации, 1996 г.
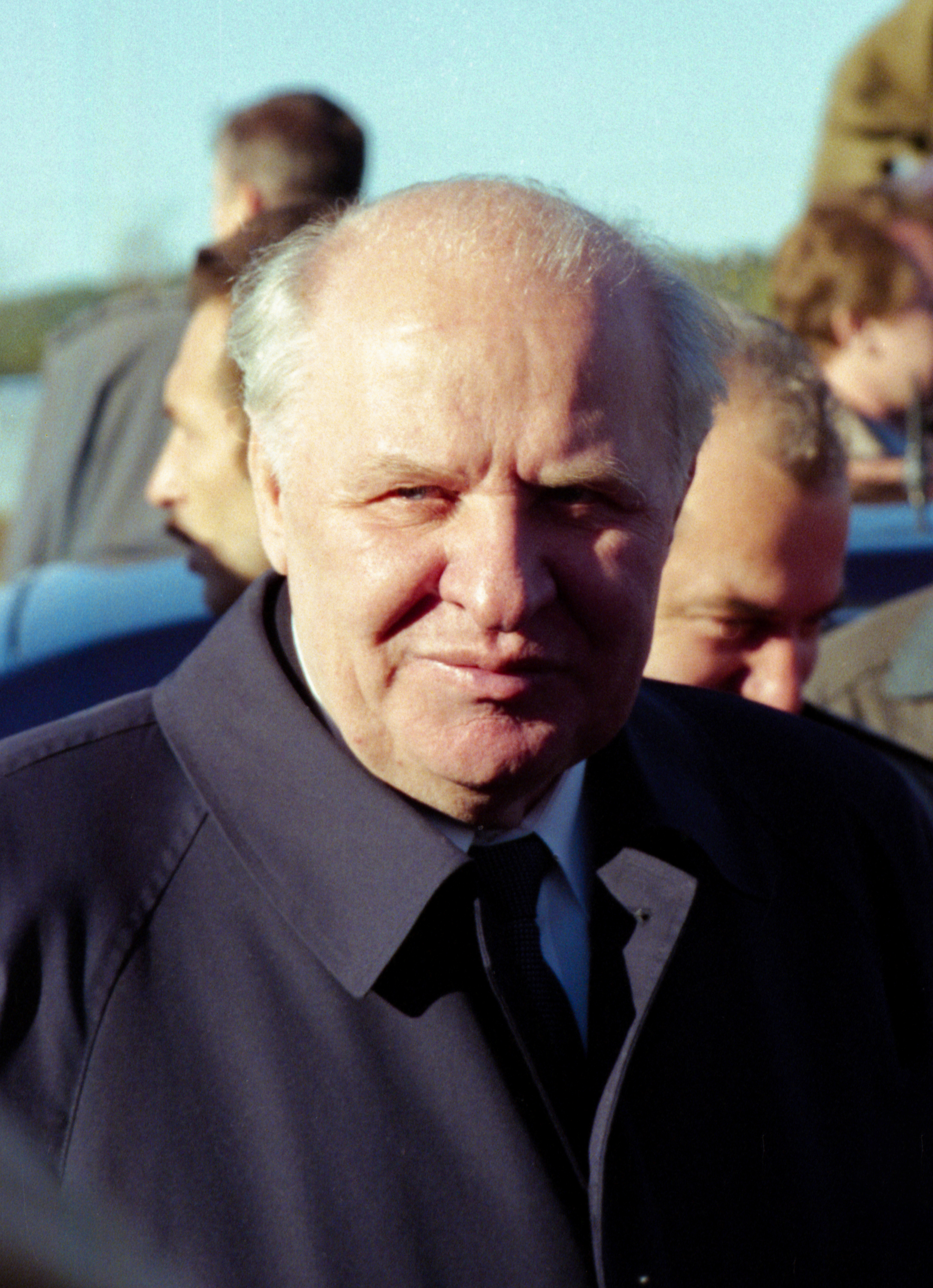
На открытии МКАД после реконструкции, 5 сентября 1998 г.
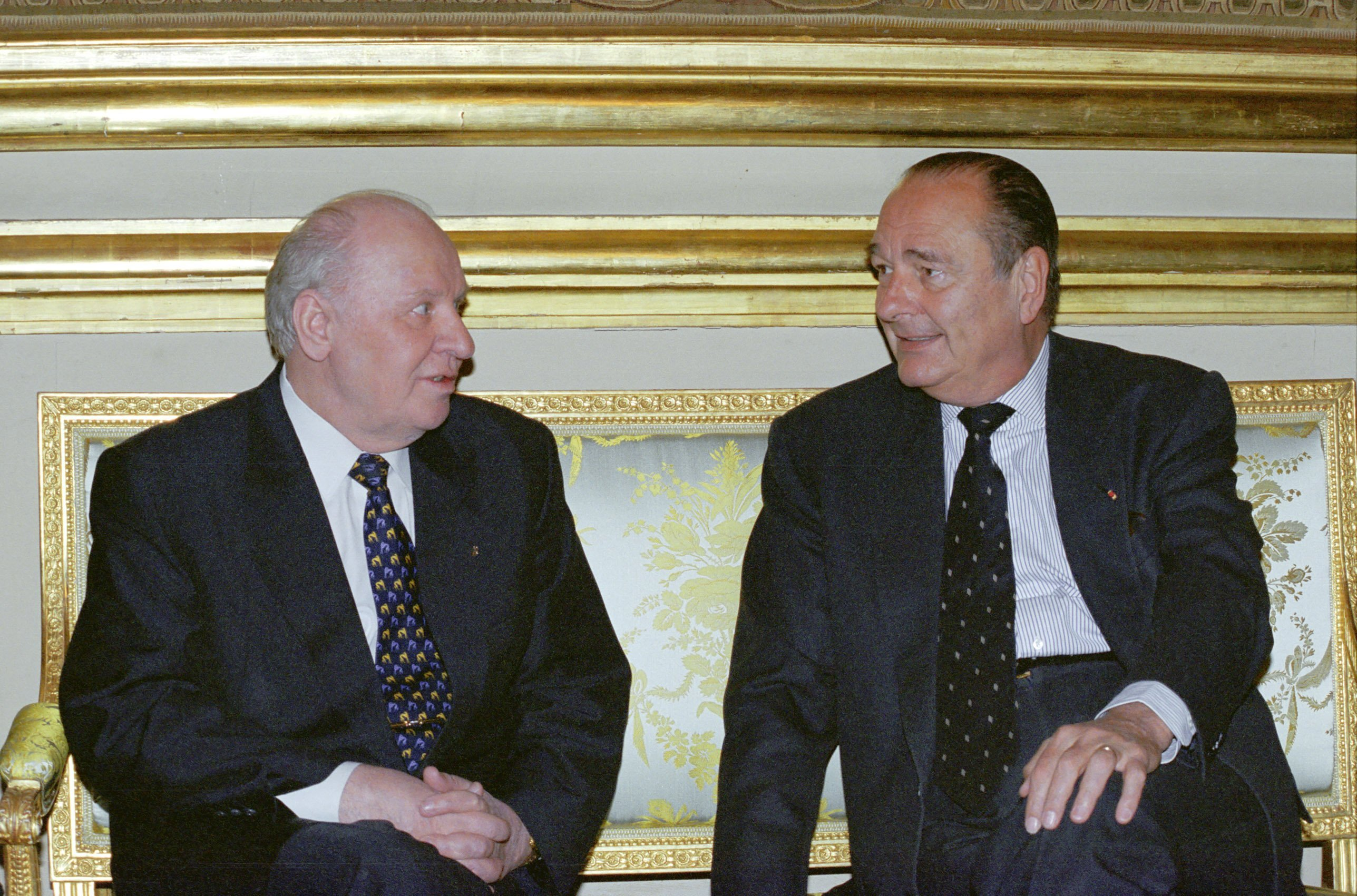
Строев на встрече с президентом Франции Жаком Шираком, 2000 г.

С 26 ноября 2005 года является членом партии «Единая Россия».
16 февраля 2009 года досрочно освобождён от должности губернатора Указом № 167 Президента Дмитрия Медведева, который принял отставку «по собственному желанию».
14 марта 2009 года избран представителем Правительства Орловской области в Совете Федерации. Его кандидатура на заседании областного совета была выдвинута новым губернатором Александром Козловым. Входил в комитеты: по правовым и судебным вопросам (с апреля 2009 года по ноябрь 2011 года), по конституционному законодательству, правовым и судебным вопросам, развитию гражданского общества (с ноября 2011 года). Оставил парламентскую деятельность в сентябре 2014 года.

## Семья
Имеет дочь — Марину Георгиевну Рогачёву, которая с 25 мая 2004 года по 16 февраля 2009 года являлась представителем в Совете Федерации РФ от правительства Орловской области. Через несколько дней после её отставки её бывший муж генерал-майор ФСБ Александр Рогачёв был убит.
- Внук — Александр Александрович Рогачёв (р. 1993) — бизнесмен[16].

## Награды

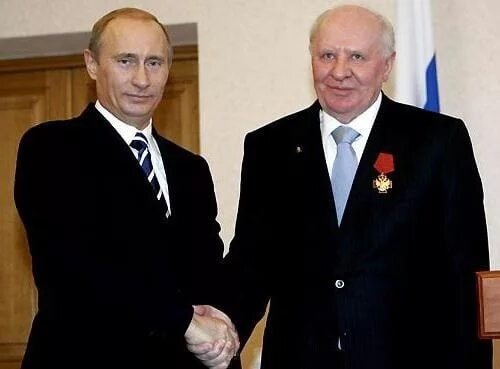
На вручении ордена (25 февраля 2007)

Первый полный кавалер ордена «За заслуги перед Отечеством»
- Орден «За заслуги перед Отечеством» I степени (5 декабря 2001 года) — за выдающийся вклад в укрепление и развитие российской государственности и парламентаризма[17]
- Орден «За заслуги перед Отечеством» II степени (20 февраля 1997 года) — за заслуги перед государством, большой личный вклад в развитие российского парламентаризма и укрепление дружбы и сотрудничества между народами[18]
- Орден «За заслуги перед Отечеством» III степени (2 мая 1996 года) — за большой личный вклад в проведение экономических реформ и развитие российской государственности[19]
- Орден «За заслуги перед Отечеством» IV степени (25 февраля 2007 года) — за заслуги перед государством, большой вклад в социально-экономическое развитие области и многолетнюю добросовестную работу[20]
- Орден Александра Невского (4 мая 2022 года) — за большой вклад в социально-экономическое развитие Орловской области и многолетнюю плодотворную деятельность[21]
- Орден Октябрьской Революции (1973)
- Орден Трудового Красного Знамени (1987)
- Медаль «За трудовую доблесть» (1971)
- Орден Дружбы (Вьетнам)[22]
- Почётная грамота Национального собрания Республики Беларусь (10 декабря 2001 года) — за большой вклад в развитие политических, экономических и культурных связей братских народов Беларуси и России и укрепление белорусско-российско межпарламентского сотрудничества[23]
- Грамота Содружества Независимых Государств (1 июня 2001 года) — за активную работу по укреплению и развитию Содружества Независимых Государств [24]

 Поощрения Президента и Правительства Российской Федерации 
- Почётная грамота Президента Российской Федерации (12 декабря 2008 года) — за активное участие в подготовке проекта Конституции Российской Федерации и большой вклад в развитие демократических основ Российской Федерации[25].
- Благодарность Президента Российской Федерации (24 февраля 2012 года) — за активное участие в законотворческой деятельности и многолетнюю добросовестную работу[26]
- Благодарность Президента Российской Федерации (16 февраля 2009 года) — за большой вклад в социально-экономическое развитие области и многолетнюю добросовестную работу[27]
- Благодарность Президента Российской Федерации (25 августа 2005 года) — за активное участие в работе Государственного совета Российской Федерации[28]
- Почётная грамота Правительства Российской Федерации (25 февраля 2007 года) — за большой личный вклад в социально-экономическое развитие Орловской области и многолетний добросовестный труд[29]
- Почётная грамота Правительства Российской Федерации (22 февраля 1997 года) — за заслуги перед Отечеством и многолетний добросовестный труд[30]
- Премия Президента Российской Федерации в области образования за 2003 год (25 января 2005 года) — за научно-практическую разработку для системы профессионального образования и научно-инновационной инфраструктуры регионов «Университетский учебно-научный производственный комплекс как основа развития образования, экономики и социальной сферы региона»[31]

 Иные награды 
- Премия «Золотая маска» за поддержку театрального искусства России (2000)[32]
- Почётный знак (орден) «Спортивная слава России» I степени (редакция газеты «Комсомольская правда» и коллегия Олимпийского комитета России)[33]
- Медаль «МПА СНГ. 25 лет» (27 марта 2017 года, Межпарламентская ассамблея СНГ) — за заслуги в деле развития и укрепления парламентаризма, за вклад в развитие и совершенствование правовых основ функционирования Содружества Независимых Государств, укрепление международных связей и межпарламентского сотрудничества[34]

## Критика
Из материалов уголовного дела заместителя Егора Строева — Игоря Сошникова следует: в течение 2003—2008 годов он по согласованию с губернатором Е. С. Строевым разработал и осуществил схему хищения путём мошенничества принадлежащего государству контрольного пакета акций крупного регионального энергетического предприятия ОАО «Орелоблэнерго». Схожими методами «семейные» получили акции и активы ранее управлявшихся государством крупнейших в регионе предприятий различного профиля — ОАО «Орелстрой», ОГУП «Орелавтодор», ОАО «РеКом» (мобильная связь, 46,1 % акций, контрольный пакет у ОАО «МТС», в 2005 году поглощен Мобильными ТелеСистемами), ОАО «Агрофирма — Мценская», ОАО «Орловский кристалл» (производство ликероводочных изделий). «Семейный бизнес» фактически монополизировал ряд прибыльных отраслей региона. Например, ОАО «Орёлстрой» — крупнейшее в области предприятие строительного профиля, участвующее в реализации бюджетных средств. Генеральный директор — В. Соболев — доверенное лицо губернатора (24 сентября 2014 года был застрелен возле своего особняка в центре Орла). В настоящее время акции предприятия государству уже не принадлежат. Крупнейшее акционеры ОАО «Орёлстрой» — ООО «Олеся» (учредитель и директор Нина Строева); ООО «Овация» (учредитель — дочь Строева Марина Рогачёва; руководитель Александр Кустарев, брат жены губернатора), а также ЗАО производственно-инвестиционная компания (ПИК) «Орел-Алмаз», в руководстве которого также значится Александр Кустарев.
- На политсовете Орловского регионального отделения партии «Единая Россия» 29 августа 2007 года Егор Строев заявил (точная расшифровка с аудиозаписи):«Но я могу вам прямо сказать, что ни один активный деятель Орловщины никуда не побежал, кроме „Единой России“, да и бежать можно только в двух направлениях: или в „Единую Россию“, или в места не столь отдаленные. Другой дороги нет». Дословная публикация слов губернатора стала началом скандала, связанного с закрытием газеты «Город Орёл»[35][36].
- В апреле 2004 года начала выходить газета «Орловские новости», критикующая действия областных властей. Учредителем газеты выступила Марина Ивашина, удостоенная наград в различных журналистских конкурсах, в том числе конкурсе им. А. Сахарова. В основу редакционной политики газеты были положены антикоррупционные журналистские расследования, огласка сведений о семейном бизнесе орловских чиновников, аналитические материалы по эффективности бюджетных расходов и трансформациям областной государственной и муниципальной собственности. Буквально в считанные недели все газеты пропали из точек продаж, там же, где продажи продолжились, вскоре были устроены различные проверки с целью закрыть данные торговые точки. Только общественный резонанс и вызванное им ослабление цензуры[уточнить] позволили газете продолжить существование и стать одной из лучших газет региона, удостоившись различных премий[источник не указан 3401 день].
- Газета «Город Орёл», учреждённая мэрией г. Орла и городским Советом народных депутатов, стала выходить в конце 2004 года. Она зарекомендовала себя как издание, мягко критикующее действия областной власти[источник не указан 3401 день]. Однако после того, как «Единая Россия» получила большинство в горсовете, Центрально-Чернозёмное управление Росохранкультуры потребовало внести изменения в устав и договор газеты, которые успешно действовали в течение трёх лет. Горсовет, являвшийся соучредителем газеты, новые документы подписывать отказался. Мэр города Александр Касьянов предложил сменить главного редактора Юрия Лебёдкина, который постоянно критиковал политику губернатора. Решением суда свидетельство о регистрации газеты «Город Орёл» было признано недействительным. Большинство правозащитников и независимых СМИ приписывают закрытие газеты «Город Орёл» лично Егору Строеву, так как «…критика в адрес областной власти воспринималась Строевым как личная обида»[37][38][39].
- В 2005 году профсоюз рыночных предпринимателей и представители малого и среднего бизнеса Орловской области под руководством председателя регионального отделения «ОПОРы РОССИИ» Марины Ивашиной направили президенту обращение с просьбой отказать в доверии губернатору области Егору Строеву. В письме говорилось, что за время правления господина Строева в области сложился «диктаторский авторитарный режим», а его команда захватила «всю недвижимость и производство в регионе»[40].
- После того, как на выборах мэра победил Александр Касьянов, а не выдвинутый областной администрацией П. А. Меркулов, прогубернаторские СМИ начали резко негативно отзываться о мэре. Ситуация изменилась вместе со вступлением Александра Касьянова в партию «Единая Россия»[41].
- 20 января 2007 года в Орле состоялся митинг против роста цен на услуги ЖКХ. На митинге 71-летний пенсионер Пётр Гагарин выступил против губернатора Орловской области Егора Строева, заявив, что он «лжец — всё село загубил, а рассказывает про расцвет фермерства». Митингующие призвали привлечь Строева под суд и расстрелять, на что Пётр Гагарин ответил: «пусть мне дадут исполнить приговор». После митинга губернатор обратился в облизбирком, а затем в прокуратуру с жалобой на оскорбления и угрозы со стороны Гагарина, и просил привлечь его к уголовной ответственности. 6 августа прокурор Орловской области Сергей Воробьев утвердил обвинительное заключение. В нём говорится, что пенсионер совершил преступления, предусмотренные ст. 319 и ч.1 ст.280 УК РФ — «оскорбление представителя власти и публичные призывы к осуществлению экстремистской деятельности». 4 сентября в мировом суде Заводского района Орла началось слушание дела. И адвокат Гагарина, и гособвинитель ходатайствовали о вызове истца в суд. Обращает на себя внимание то, что со стороны обвинения выступали исключительно журналисты областных СМИ, которые финансируются из местного бюджета. Так как часть свидетелей не явились на процесс, слушание дела было перенесено на 18 сентября[42][43][44].
- Многие оппозиционные СМИ говорят о своеобразном «культе личности» Егора Строева. Областные СМИ постоянно печатают информацию о личной заслуге губернатора в каждом событии, а критикуется в основном городская власть. За критику Егора Строева прогубернаторские журналисты прибегают даже к личным оскорблениям.

На одном из мероприятий, посвящённом выборам губернатора, было прочитано стихотворение, заканчивающееся следующей строкой:
Хранит нас Библия, Коран и Тора — проголосуем же за Строева Егора!

Также при открытии памятника И. С. Тургеневу в городском парке г. Мценска Орловской области на задней стороне постамента было выгравировано следующее двустишье (через некоторое время надпись убрали):
Земля Тургенева и Фета
Любовью Строева согрета!
Показательна также продолжавшаяся довольно продолжительное время практика на ГТРК «Орёл» подписывать всех выступавших по телевидению через имя и фамилию (например, «Владимир Путин»), а губернатора Строева исключительно «Е. С. Строев», поскольку любое упоминание губернатора происходило также с упоминанием его отчества в отличие от всех остальных, включая тех, кто занимал более высокие посты во властной структуре вплоть до президента.
В 2005 году постановлением Правительства РФ деревня Дудкино, в которой родился Е. С. Строев, была переименована в Строево.